# Étienne de Poncins
Étienne de Poncins (ur. 6 marca 1964) - francuski dyplomata, ambasador Francji w Polsce od 2023 roku. 
Został absolwentem Instytutu Nauk Politycznych w Paryżu (Sciences Po) w 1981 roku. Ukończył studia licencjackie z historii w 1984 roku. Jest także absolwentem École nationale d’administration (ENA), gdzie studiował w latach 1988-1990. Sprawował funkcje w administracji państwowej w obszarze francuskiej polityki ds. Unii Europejskiej będąc m.in. pierwszym sekretarzem w Stałym Przedstawicielstwie Francji przy Unii Europejskiej w Brukseli (1995-1997) i dyrektorem gabinetu ministra ds. europejskich (2005-2007). 
Pełnił liczne funkcje dyplomatyczne będąc ambasadorem Francji w Bułgarii (2007-2010), Kenii i Somalii (2010-2013) oraz w Ukrainie (2019-2023). Poncins był pierwszym radcą w Ambasadzie Francji w Warszawie w latach 1999-2002. Od 29 września 2023 pełni funkcję ambasadora Francji w Polsce.  
Oficer Orderu Narodowego Zasługi oraz kawaler Orderu Legii Honorowej.  